# فهرست برندگان جایزه صلح نوبل
کمیته نروژی نوبل هر ساله جایزه صلح نوبل (به نروژی و سوئدی:Nobels fredspris) را به شخصی اهدا می‌کند که «بیشترین یا بهترین کار را برای دوستی بین ملت‌ها، لغو یا کاهش رویارویی‌های نظامی یا تشکیل و ترغیب همایش‌های صلح انجام داده باشد.»
این جایزه یکی از پنج جایزهٔ نوبل است که بنابر وصیت‌نامه نوبل به مشارکت‌های برجسته در رشته‌های شیمی، فیزیک، ادبیات، صلح و فیزیولوژی یا پزشکی تعلق می‌گیرد. برندهٔ جایزه، یک مدال، یک دیپلم افتخار و جایزه نقدی دریافت می‌کند که مبلغ آن در هر سال متفاوت است. بنا بر وصیت‌نامهٔ نوبل، این جایزه را می‌بایست کمیتهٔ نروژی نوبل اداره کند و یک کمیتهٔ پنج‌نفره به انتخاب پارلمان نروژ آن را اعطاء کند. این جایزه، برخلاف بقیهٔ جایزه‌های نوبل، نه در استکهلم؛ بلکه در اسلو و در حضور پادشاه نروژ داده می‌شود. زمان اهدای این جایزه، ۱۰ دسامبر، مصادف با سالمرگ آلفرد نوبل است. این جایزه، برخلاف دیگر جایزه‌های نوبل، گاهی به جای یک فرد به یک سازمان تعلق می‌گیرد؛ مثلاً کمیته بین‌المللی صلیب سرخ سه بار این جایزه را دریافت کرده‌است.

## بررسی اجمالی
اولین جایزه صلح نوبل در سال ۱۹۰۱ به‌طور مشترک به فردریک پسی و آنری دونان اهدا شد. آنها جایزه نقدی آن به مبلغ ۱۵۰٬۷۸۲ کرون سوئدی (معادل با ۷٬۷۳۱٬۰۰۴ کرون در سال ۲۰۰۸) را با یکدیگر به تساوی تقسیم نمودند.
کمیته بین‌المللی صلیب سرخ و کمیساریای عالی سازمان ملل برای پناهندگان با دریافت این جایزه به ترتیب سه بار (سال‌های ۱۹۱۷، ۱۹۴۴ و ۱۹۶۳) و دو بار (سال‌های ۱۹۵۴ و ۱۹۸۱)، تنها دریافت‌کنندگانی‌اند که بیش از یک‌بار موفق به کسب این جایزه شده‌اند.
لینوس پاولینگ، برنده جایزه صلح نوبل در سال ۱۹۶۲، تنها کسی است که برندهٔ بدون اشتراک دو جایزهٔ نوبل شده‌است. او در سال ۱۹۵۴ جایزه نوبل در شیمی را دریافت کرده بود. ملاله یوسف‌زی جوان‌ترین دریافت‌کننده این جایزه است که در سال ۲۰۱۴ و در ۱۷ سالگی موفق به دریافت جایزه صلح نوبل شد.
تا سال ۲۰۲۳، جایزه صلح نوبل به ۱۱۱ نفر و ۲۷ سازمان تعلق گرفته‌است. نوزده زن موفق به کسب جایزه صلح نوبل شدند، که این رقم بیشتر از هر جایزهٔ نوبل دیگری می‌باشد. از زمان ایجاد این جایزه، در ۱۹ سال جایزه صلح نوبل به هیچ‌کسی اهدا نشد که بیشترین تعداد عدم اهداء را در کل جوایز نوبل شامل می‌شود.

## جنجال‌ها
این جایزه از بحث‌برانگیزترین جوایز نوبل می‌باشد که انتقادهای زیادی را به همراه داشته‌است.
ماهاتما گاندی با وجود این‌که پنج بار برای دریافت این جایزه نامزدشد، هیچگاه آن را دریافت نکرد! پس از ترور او؛ کمیتهٔ نوبل در نظر داشت که جایزهٔ صلح نوبل سال ۱۹۴۸ را پس از مرگش به او اهدا کند، اما در ادامه تغییر نظر داد و با توضیح نبود هیچ فرد زندهٔ شایسته‌ای برای دریافت این جایزه، از دادنش در آن سال اجتناب کرد. در سال ۲۰۰۶ میلادی یکی از اعضای کمیته نوبل گفت: «بزرگ‌ترین غفلت ما در تاریخ ۱۰۶ ساله اهدای نوبل بدون تردید این بوده‌است که نوبل صلح هیچگاه به مهاتما گاندی اهدا نشد.»
در سال ۱۹۶۱، داگ هامرشولد پس از نامزدی‌اش برای دریافت جایزه درگذشت و تنها برندهٔ این جایزه شد که کمیته پس از مرگش جایزه را به او اهدا کرد. پس از این، قانون اهدای جایزه به افراد فوت‌شده تغییر کرد.
در سال ۱۹۷۳، له دوک تو از دریافت جایزه امتناع کرد، چرا که با استناد به وضعیت جنگی ویتنام، خود را در موقعیتی برای دریافت این جایزه نمی‌دانست.
کارل فون اوسیتزکی، آنگ سان سو چی و لیو شیائوبو و نرگس محمدی چهار برنده‌ای هستند که در هنگام دریافت جوایز در بازداشت بودند.

## برندگان
| سال  | برندهٔ جایزه | برندهٔ جایزه | کشور | دلیل اعطای جایزه | منبع |
| ---- | --- | --- | --- | --- | --- |
| ۱۹۰۱ | | ژان هانری دونان | سوئیس | برای تأسیس کمیته بین‌المللی صلیب سرخ و مبتکر کنوانسیون ژنو. | [ ۱۲ ] [ ۵ ] |
| ۱۹۰۱ | | فردریک پسی | فرانسه | برای فعالیت به‌عنوان یکی از بنیان‌گذاران اصلی اتحادیه بین‌المجالس و نیز مسئول رسمی اولین کنگره جهانی صلح. | [ ۱۲ ] [ ۵ ] |
| ۱۹۰۲ | | الی دوکامن | سوئیس | به‌جهت نقش وی به‌عنوان اولین دبیر افتخاری دفتر بین‌المللی صلح. | [ ۱۳ ] [ ۵ ] |
| ۱۹۰۲ | | چارلز آلبرت گوبات | سوئیس | برای عملکردش به‌عنوان اولین دبیرکل اتحادیه بین‌المجالس. | [ ۱۳ ] [ ۵ ] |
| ۱۹۰۳ | | رندال کرمر | انگلستان | برای نقش وی به‌عنوان اولین پدر اتحادیهٔ بین‌المجالس. | [ ۵ ] [ ۱۴ ] |
| ۱۹۰۴ | | انستیتوی حقوق بین‌الملل | بلژیک | برای تلاش‌هایشان به‌عنوان یک نهاد غیررسمی جهت تدوین و فرموله کردن اصول کلی علم حقوق بین‌الملل. | [ ۵ ] [ ۱۵ ] |
| ۱۹۰۵ | | برتا فن سوتنر | اتریش | برای نوشتن اسلحه‌هایتان را زمین بگذارید و همکاری در ابداع جایزه نوبل. | [ ۵ ] [ ۱۶ ] |
| ۱۹۰۶ | | تئودور روزولت | ایالات متحده آمریکا | برای میانجی‌گری موفقیت‌آمیز در پایان‌دهی به جنگ روسیه و ژاپن و علاقه شخصیش به داوری با ارائه اولین پرونده به دادگاه داوری لاهه. | [ ۵ ] [ ۱۷ ] |
| ۱۹۰۷ | | ارنستو مونتا | ایتالیا | برای کارش به عنوان عضو اصلی حرکت صلح‌طلبانه ایتالیا. | [ ۱۸ ] |
| ۱۹۰۷ | | لویی رنو | فرانسه | برای کارش به عنوان قاضی پیشرو و بین‌المللی فرانسوی و عضو دیوان دائمی داوری در لاهه. | [ ۱۸ ] |
| ۱۹۰۸ | | کلاس آرنولدسون | سوئد | به‌خاطر کارش به عنوان بنیان‌گذار انجمن صلح و داوری سوئد. | [ ۱۹ ] |
| ۱۹۰۸ | | فردریک بایر | دانمارک | فعال صلح در اسکاندیناوی و اولین رئیس دفتر بین‌المللی صلح هم‌زمان با عضویت در اتحادیه بین‌المجالس. | [ ۱۹ ] |
| ۱۹۰۹ | | اگوست برنارت | بلژیک | برای سخنگوییِ دو کنوانسیون لاهه و داشتن نقش اساسی در اتحادیه بین‌المجالس. | [ ۲۰ ] |
| ۱۹۰۹ | | پل دو کونستنت | فرانسه | برای تلاش‌های دیپلماتیک چندگانه در ایجاد مفاهمه در روابط فرانسه با آلمان و بریتانیا همراه با سابقه‌ای برجسته در حکمیت بین‌المللی. | [ ۲۱ ] |
| ۱۹۱۰ | | دفتر بین‌المللی صلح | سوئیس | برای عمل کردشان به‌عنوان رابط؛ بین اجتماعات صلح طلب در کشورهای مختلف. | [ ۲۲ ] |
| ۱۹۱۱ | | توبیاس آسر | هلند | عضو دیوان دائمی داوری و مبتکر کنفرانس بین‌المللی حقوق خصوصی. | [ ۲۳ ] |
| ۱۹۱۱ | | آلفرد فرید | اتریش | برای عملکردش به‌عنوان بنیان‌گذار انجمن صلح آلمان. | [ ۲۴ ] |
| ۱۹۱۲ | | الیو روت[الف] | ایالات متحده آمریکا | برای علاقه شدید وی به میانجی‌گری بین‌المللی و برنامه‌اش برای ایجاد دادگاه جهانی. | [ ۲۵ ] [ ۲۶ ] |
| ۱۹۱۳ | | هنری لافونتن | بلژیک | برای عملکرد وی به عنوان ریاست دفتر بین‌المللی صلح. | [ ۲۷ ] |
| ۱۹۱۴ | با توجه به جنگ جهانی اول اعطاء نشد. | با توجه به جنگ جهانی اول اعطاء نشد. | با توجه به جنگ جهانی اول اعطاء نشد. | با توجه به جنگ جهانی اول اعطاء نشد. | با توجه به جنگ جهانی اول اعطاء نشد. |
| ۱۹۱۵ | با توجه به جنگ جهانی اول اعطاء نشد. | با توجه به جنگ جهانی اول اعطاء نشد. | با توجه به جنگ جهانی اول اعطاء نشد. | با توجه به جنگ جهانی اول اعطاء نشد. | با توجه به جنگ جهانی اول اعطاء نشد. |
| ۱۹۱۶ | با توجه به جنگ جهانی اول اعطاء نشد. | با توجه به جنگ جهانی اول اعطاء نشد. | با توجه به جنگ جهانی اول اعطاء نشد. | با توجه به جنگ جهانی اول اعطاء نشد. | با توجه به جنگ جهانی اول اعطاء نشد. |
| ۱۹۱۷ | | صلیب سرخ جهانی | سوئیس | برای به‌عهده گرفتن تعهدات عظیمی مبنی بر حفاظت از حقوق بسیاری از زندانیان از تمامی طرف‌ها (در جنگ جهانی اول) از جمله حق تماس برقرار کردن با خانواده‌هایشان. | [ ۲۸ ] |
| ۱۹۱۸ | با توجه به جنگ جهانی اول اعطاء نشد. | با توجه به جنگ جهانی اول اعطاء نشد. | با توجه به جنگ جهانی اول اعطاء نشد. | با توجه به جنگ جهانی اول اعطاء نشد. | با توجه به جنگ جهانی اول اعطاء نشد. |
| ۱۹۱۹ | | وودرو ویلسون[الف] | ایالات متحده آمریکا | برای نقش تعیین‌کننده‌اش در بنیان‌گذاری جامعه ملل. | [ ۲۹ ] [ ۳۰ ] |
| ۱۹۲۰ | | لئون بورژوآ | فرانسه | برای مشارکت در دو کنوانسیون ۱۸۹۹ و ۱۹۰۷ لاهه و تلاش در ایجاد آنچه به جامعه ملل با چنان ابعادی تبدیل شد که بارها از او به عنوان پدر معنوی آن نام برده شده‌است. | [ ۳۱ ] |
| ۱۹۲۱ | | یالمار برانتینگ | سوئد | برای عملکرد وی در جامعهٔ ملل. | [ ۳۲ ] |
| ۱۹۲۱ | | کریستیان لوس لانگه | نروژ | برای کارهایش به عنوان اولین دبیر کمیته نروژی نوبل و دبیرکل اتحادیه بین‌المجالس. | [ ۳۲ ] |
| ۱۹۲۲ | | فریتیوف نانسن | نروژ | برای کمک کردن به میلیون‌ها نفر جهت مبارزه با قحطی در روسیه و پناهندگان در آسیای صغیر و تراکیه. | [ ۳۳ ] |
| ۱۹۲۳ | جایزه‌ای اعطاء نشد. | جایزه‌ای اعطاء نشد. | جایزه‌ای اعطاء نشد. | جایزه‌ای اعطاء نشد. | جایزه‌ای اعطاء نشد. |
| ۱۹۲۴ | جایزه‌ای اعطاء نشد. | جایزه‌ای اعطاء نشد. | جایزه‌ای اعطاء نشد. | جایزه‌ای اعطاء نشد. | جایزه‌ای اعطاء نشد. |
| ۱۹۲۵ | | آستن چیمبرلن[الف] | بریتانیا | برای کار بر روی پیمان لوکارنو. | [ ۳۴ ] [ ۳۵ ] |
| ۱۹۲۵ | | چارلز گیتس دویز[الف] | ایالات متحده آمریکا | برای عملکردش بر روی معاهده دیو که مشتمل بر نحوه پرداخت غرامت توسط دولت آلمان بود و به عنوان زیربنای اقتصادی پیمان لوکارنو در سال ۱۹۲۵ دیده شده بود. | [ ۳۴ ] [ ۳۵ ] |
| ۱۹۲۶ | | آریستی بریا | فرانسه | برای کار بر روی پیمان لوکارنو. | [ ۳۶ ] |
| ۱۹۲۶ | | گوستاف اشترزمان | آلمان | برای کار بر روی پیمان لوکارنو. | [ ۳۶ ] |
| ۱۹۲۷ | | فردیناند بویسون | فرانسه | برای نقش‌آفرینی در آشتی ملل آلمان و فرانسه. | [ ۳۷ ] |
| ۱۹۲۷ | | لودویگ کویده | آلمان | برای نقش‌آفرینی در آشتی ملل آلمان و فرانسه. | [ ۳۷ ] |
| ۱۹۲۸ | جایزه‌ای اعطاء نشد. | جایزه‌ای اعطاء نشد. | جایزه‌ای اعطاء نشد. | جایزه‌ای اعطاء نشد. | جایزه‌ای اعطاء نشد. |
| ۱۹۲۹ | | فرانک بی. کلاگ[الف] | ایالات متحده آمریکا | برای پیمان بریان–کلوگ که در آن کشورهای امضاکننده متعهد شدند تمام منازعات را از طریق صلح‌آمیز حل کنند و در آن متوسل شدن به جنگ به عنوان یک ابزار برای سیاست ملت‌ها رد شد. | [ ۳۸ ] |
| ۱۹۳۰ | | نیتن زودربلوم | سوئد | به دلیل تلاش‌هایش جهت مشارکت کلیساها برای اتحاد همگانی همراه با صلح جهانی. | [ ۳۹ ] |
| ۱۹۳۱ | | جین آدامز | ایالات متحده آمریکا | برای کار بر روی اصلاحات اجتماعی و رهبری اتحادیه بین‌المللی زنان برای صلح و آزادی. | [ ۴۰ ] |
| ۱۹۳۱ | | نیکولاس موری باتلر | ایالات متحده آمریکا | برای ارتقاء پیمان بریان–کلوگ و رهبری جناح استقرارگرای جنبش صلح آمریکایی. | [ ۴۰ ] |
| ۱۹۳۲ | جایزه‌ای اعطاء نشد. | جایزه‌ای اعطاء نشد. | جایزه‌ای اعطاء نشد. | جایزه‌ای اعطاء نشد. | جایزه‌ای اعطاء نشد. |
| ۱۹۳۳ | | نورمن آنجل[الف] | بریتانیا | برای نوشتن کتاب توهم بزرگ و حمایت از جامعه ملل و همچنین به عنوان یک روزنامه‌نگار و معلم فعال در جهت صلح. | |
| ۱۹۳۴ | | آرتور هندرسون | بریتانیا | برای کارهایش در جامعهٔ ملل به‌خصوص تلاش‌هایش در جهت خلع سلاح جهانی. | [ ۴۲ ] |
| ۱۹۳۵ | | کارل فون اوسیتزکی[الف][ب] | آلمان | برای مبارزه‌اش در مخالفت با بازسازی تسلیحاتی آلمان. | [ ۴۳ ] [ ۴۴ ] |
| ۱۹۳۶ | | کارلوس لاماس | آرژانتین | به‌خاطر میانجی‌گری برای پایان جنگ چاکو بین بولیوی و پاراگوئه. | [ ۴۵ ] |
| ۱۹۳۷ | | رابرت سیسیل | بریتانیا | برای کارهایش در جامعه ملل. | [ ۴۶ ] |
| ۱۹۳۸ | | دفتر بین‌المللی نانسن برای پناهندگان | جامعه ملل | برای کارهایش در کمک به پناهندگان. | [ ۴۷ ] |
| ۱۹۳۹ | با توجه به جنگ جهانی دوم اعطاء نشد. | با توجه به جنگ جهانی دوم اعطاء نشد. | با توجه به جنگ جهانی دوم اعطاء نشد. | با توجه به جنگ جهانی دوم اعطاء نشد. | با توجه به جنگ جهانی دوم اعطاء نشد. |
| ۱۹۴۰ | با توجه به جنگ جهانی دوم اعطاء نشد. | با توجه به جنگ جهانی دوم اعطاء نشد. | با توجه به جنگ جهانی دوم اعطاء نشد. | با توجه به جنگ جهانی دوم اعطاء نشد. | با توجه به جنگ جهانی دوم اعطاء نشد. |
| ۱۹۴۱ | با توجه به جنگ جهانی دوم اعطاء نشد. | با توجه به جنگ جهانی دوم اعطاء نشد. | با توجه به جنگ جهانی دوم اعطاء نشد. | با توجه به جنگ جهانی دوم اعطاء نشد. | با توجه به جنگ جهانی دوم اعطاء نشد. |
| ۱۹۴۲ | با توجه به جنگ جهانی دوم اعطاء نشد. | با توجه به جنگ جهانی دوم اعطاء نشد. | با توجه به جنگ جهانی دوم اعطاء نشد. | با توجه به جنگ جهانی دوم اعطاء نشد. | با توجه به جنگ جهانی دوم اعطاء نشد. |
| ۱۹۴۳ | با توجه به جنگ جهانی دوم اعطاء نشد. | با توجه به جنگ جهانی دوم اعطاء نشد. | با توجه به جنگ جهانی دوم اعطاء نشد. | با توجه به جنگ جهانی دوم اعطاء نشد. | با توجه به جنگ جهانی دوم اعطاء نشد. |
| ۱۹۴۴ | | کمیته بین‌المللی صلیب سرخ[الف] | سوئیس | برای کار بزرگی که در دوران جنگ جهانی دوم در راستای انسانیت انجام دادند. | [ ۴۸ ] [ ۴۹ ] |
| ۱۹۴۵ | | کوردل هال | ایالات متحده آمریکا | تلاش‌هایش علیه انزواگرایی در خانه، فعالیت‌هایش برای ایجاد یک بلوک صلح در قاره آمریکا و کارهایش برای سازمان ملل متحد. | [ ۵۰ ] |
| ۱۹۴۶ | | امیلی گرین بالچ | ایالات متحده آمریکا | استاد سابق تاریخ و جامعه‌شناسی و ریاست افتخاری اتحادیه بین‌المللی زنان برای صلح و آزادی. | [ ۵۱ ] |
| ۱۹۴۶ | | جان مت | ایالات متحده آمریکا | رئیس هیئت مدیره شورای بین‌المللی مبلغین و رئیس انجمن مسیحی مردان جوان. | [ ۵۱ ] |
| ۱۹۴۷ | | شورای خدمات دوستان | بریتانیا | دل‌سوزی نسبت به دیگران و اشتیاق برای کمک به آنان. | [ ۵۲ ] |
| ۱۹۴۷ | کمیته آمریکایی خدمات دوستان | ایالات متحده آمریکا | | دل‌سوزی نسبت به دیگران و اشتیاق برای کمک به آنان. | [ ۵۲ ] |
| ۱۹۴۸ | جایزه‌ای اعطاء نشد. (ضمن ادای احترام به گاندی که به تازگی به قتل رسیده، و جایزه نمی‌توانست پس از مرگش به او تعلق گیرد؛ هیچ نامزد زندهٔ مناسبی هم وجود نداشت) | جایزه‌ای اعطاء نشد. (ضمن ادای احترام به گاندی که به تازگی به قتل رسیده، و جایزه نمی‌توانست پس از مرگش به او تعلق گیرد؛ هیچ نامزد زندهٔ مناسبی هم وجود نداشت) | جایزه‌ای اعطاء نشد. (ضمن ادای احترام به گاندی که به تازگی به قتل رسیده، و جایزه نمی‌توانست پس از مرگش به او تعلق گیرد؛ هیچ نامزد زندهٔ مناسبی هم وجود نداشت) | جایزه‌ای اعطاء نشد. (ضمن ادای احترام به گاندی که به تازگی به قتل رسیده، و جایزه نمی‌توانست پس از مرگش به او تعلق گیرد؛ هیچ نامزد زندهٔ مناسبی هم وجود نداشت) | جایزه‌ای اعطاء نشد. (ضمن ادای احترام به گاندی که به تازگی به قتل رسیده، و جایزه نمی‌توانست پس از مرگش به او تعلق گیرد؛ هیچ نامزد زندهٔ مناسبی هم وجود نداشت) |
| ۱۹۴۹ | | جان بوید اور | بریتانیا | فیزیکدان، سیاست‌گذار تغذیه، سازمان‌دهنده برجسته، مدیرکل سازمان خواربار و کشاورزی ملل متحد، و رئیس شورای ملی صلح و اتحادیه جهانی سازمان‌های صلح. | [ ۵۳ ] |
| ۱۹۵۰ | | رالف بانچ | ایالات متحده آمریکا | استادِ دانشگاه هاروارد، ریاست شورای قیمومت سازمان ملل متحد و میانجی‌گر سازمان ملل در فلسطین در سال ۱۹۴۸ میلادی. | [ ۵۴ ] |
| ۱۹۵۱ | | لئون ژوهو | فرانسه | رئیس کمیتهٔ بین‌المللی شورای اروپایی، نایب رئیس کمیته بین‌المللی اتحادیه تجارت آزاد، نایب رئیس فدراسیون جهانی اتحادیه‌های تجاری و عضو شورای سازمان بین‌المللی کار به نمایندگی از سازمان ملل. | [ ۵۵ ] |
| ۱۹۵۲ | | آلبرت شوایتزر[الف] | فرانسه | جراح و مبلغ مسیحی، بنیان‌گذار لامبرنی (جمهوری گابن). | [ ۵۶ ] [ ۵۷ ] |
| ۱۹۵۳ | | جرج مارشال | ایالات متحده آمریکا | رئیس صلیب سرخ آمریکا، وزیر سابق خارجه و دفاع، نمایندگیِ سازمان ملل و بنیان‌گذار طرح مارشال. | [ ۵۸ ] |
| ۱۹۵۴ | | کمیساریای عالی سازمان ملل برای پناهندگان[الف] | سازمان ملل متحد | سازمان امداد بین‌المللی، بنیان‌گذاری شده توسط سازمان ملل در سال ۱۹۵۱. | [ ۵۹ ] [ ۶۰ ] |
| ۱۹۵۵ | جایزه‌ای اعطاء نشد. | جایزه‌ای اعطاء نشد. | جایزه‌ای اعطاء نشد. | جایزه‌ای اعطاء نشد. | جایزه‌ای اعطاء نشد. |
| ۱۹۵۶ | جایزه‌ای اعطاء نشد. | جایزه‌ای اعطاء نشد. | جایزه‌ای اعطاء نشد. | جایزه‌ای اعطاء نشد. | جایزه‌ای اعطاء نشد. |
| ۱۹۵۷ | | لستر بولز پیرسون | کانادا | وزیر خارجه سابق کانادا، رئیس سابق هفتمین جلسه مجمع عمومی سازمان ملل متحد، برای نقشش در پایان دادن به بحران سوئز و تلاش برای حل کردن بحران خاورمیانه از طریق سازمان ملل. | [ ۶۱ ] [ ۵ ] |
| ۱۹۵۸ | | دومینیک پیر | بلژیک | روحانی فرقه دو مینیکن، رهبر یک سازمان امدادی برای پناهندگان به نام: «اروپا قلب خدمت به جهان». | [ ۶۲ ] |
| ۱۹۵۹ | | فیلیپ بیکر | بریتانیا | عضو پارلمان و فعال مادام‌العمر صلح و همکاری بین‌المللی. | [ ۶۳ ] |
| ۱۹۶۰ | | آلبرت لوتولی[الف] | آفریقای جنوبی | رئیس کنگره ملی آفریقا که در خط مقدم مبارزه با آپارتاید در آفریقای جنوبی بود. | [ ۵ ] [ ۶۴ ] [ ۶۵ ] |
| ۱۹۶۱ | | داگ همرشولد[پ] | سوئد | دبیرکل سازمان ملل، اهدا شده به‌خاطر تقویت کردن سازمان ملل متحد. | [ ۵ ] [ ۶۶ ] |
| ۱۹۶۲ | | لینوس پاولینگ[الف] | ایالات متحده آمریکا | برای کمپینش علیه تست سلاح‌های هسته‌ای. | [ ۶۷ ] [ ۶۸ ] |
| ۱۹۶۳ | | کمیته بین‌المللی صلیب سرخ | سوئیس | برای کارهایشان در حمایت از حقوق بشر در صدمین سال تأسیس. | [ ۶۹ ] |
| ۱۹۶۳ | فدراسیون بین‌المللی صلیب سرخ و هلال احمر | | سوئیس | برای کارهایشان در حمایت از حقوق بشر در صدمین سال تأسیس. | [ ۶۹ ] |
| ۱۹۶۴ | | مارتین لوتر کینگ | ایالات متحده آمریکا | پویشگر حقوق مدنی و سیاسی، اولین کسی در غرب که به ما نشان داد مبارزه می‌تواند بدون خشونت باشد. کینگ وقت خود را برای شاخه‌های مختلف حقوق مدنی صرف کرد: از برابری در تحصیل تا تبعیض اقتصادی اقلیت‌ها. کینگ همچنین راهپیمایی واشینگتن را سازماندهی و در آنجا سخنرانی معروف «من یک رؤیا دارم» را ایراد کرد.                                              | [ ۷۰ ] |
| ۱۹۶۵ | | یونیسف | سازمان ملل متحد | سازمان امداد بین‌المللی. | [ ۷۱ ] |
| ۱۹۶۶ | جایزه‌ای اعطاء نشد. | جایزه‌ای اعطاء نشد. | جایزه‌ای اعطاء نشد. | جایزه‌ای اعطاء نشد. | جایزه‌ای اعطاء نشد. |
| ۱۹۶۷ | جایزه‌ای اعطاء نشد. | جایزه‌ای اعطاء نشد. | جایزه‌ای اعطاء نشد. | جایزه‌ای اعطاء نشد. | جایزه‌ای اعطاء نشد. |
| ۱۹۶۸ | | رنه کسن | فرانسه | رئیس دادگاه حقوق بشر اروپا. | [ ۷۲ ] |
| ۱۹۶۹ | | سازمان بین‌المللی کار | سازمان ملل متحد | ایجاد اصولی که به موجب آن شرایط کار و حقوق اجتماعی کارمندان بهبود یافته و بی‌عدالتی‌های اجتماعی کاهش می‌یابند. چنین اصلاحاتی سبب تقویت صلح می‌شوند. | [ ۷۳ ] |
| ۱۹۷۰ | | نورمن بورلاگ | ایالات متحده آمریکا | از پژوهشگران «سازمان بین‌المللی بهبود ذرت و غله» و به‌خاطر مشارکتش در انقلاب سبز که تأثیر بسیاری در تولید غذا به‌خصوص در آسیا و آمریکای لاتین داشته‌است. | [ ۵ ] [ ۷۴ ] |
| ۱۹۷۱ | | ویلی برانت | آلمان غربی | صدر اعظم جمهوری فدرال آلمان برای اجرای سیاست عادی‌سازی روابط بین آلمان غربی و شرقی. | [ ۷۵ ] |
| ۱۹۷۲ | جایزه‌ای اعطاء نشد. | جایزه‌ای اعطاء نشد. | جایزه‌ای اعطاء نشد. | جایزه‌ای اعطاء نشد. | جایزه‌ای اعطاء نشد. |
| ۱۹۷۳ | | هنری کیسینجر | ایالات متحده آمریکا | برای توافق ۱۹۷۳ پاریس که در نظر داشت آتش‌بس را در جنگ ویتنام برقرار نموده و زمینه خروج نیروهای آمریکایی را برقرار سازد. | [ ۷۶ ] [ ۷۷ ] |
| ۱۹۷۳ | | له دوک تو[ت] | ویتنام شمالی | برای توافق ۱۹۷۳ پاریس که در نظر داشت آتش‌بس را در جنگ ویتنام برقرار نموده و زمینه خروج نیروهای آمریکایی را برقرار سازد. | [ ۷۶ ] [ ۷۷ ] |
| ۱۹۷۴ | | ایساکو ساتو | ژاپن | نخست‌وزیر ژاپن، برای انصرافش از گزینه هسته‌ای برای ژاپن و تلاش‌هایش برای همبستگی بیشتر منطقه‌ای. | [ ۷۸ ] |
| ۱۹۷۴ | | شان مک‌براید | جمهوری ایرلند | رئیس دفتر بین‌المللی صلح و رئیس کمیسیون نامیبیا. برای علاقه شدیدش به حقوق بشر، رهبری انجمن اروپایی حقوق بشر از طریق شورای اروپا، کمک به بنیان نهادن و سپس رهبری سازمان عفو بین‌الملل و خدمت به عنوان دبیرکل کمیسیون بین‌المللی حقوقدانان. | [ ۷۹ ] [ ۵ ] |
| ۱۹۷۵ | | آندره ساخاروف[ث] | اتحاد جماهیر شوروی | برای مبارزه‌اش در راه حقوق بشر، برای خلع سلاح و برای همکاری بین تمامی ملت‌ها. | [ ۸۰ ] |
| ۱۹۷۶ | | بتی ویلیامز | بریتانیا | بنیانگذاران جنبش صلح ایرلند شمالی (که بعدها به عنوان جامعهٔ مردم صلح جو شناخته شد). | [ ۸۱ ] |
| ۱۹۷۶ | | مایرید ماگوایر | بریتانیا | بنیانگذاران جنبش صلح ایرلند شمالی (که بعدها به عنوان جامعهٔ مردم صلح جو شناخته شد). | [ ۸۱ ] |
| ۱۹۷۷ | | سازمان عفو بین‌الملل | بریتانیا | برای حفاظت از حقوق انسانی زندانیان عقیدتی. | [ ۸۲ ] |
| ۱۹۷۸ | | انور سادات | مصر | برای پیمان کمپ دیوید که صلحی پایدار میان اسرائیل و مصر را به همراه داشت. | [ ۸۳ ] |
| ۱۹۷۸ | | مناخیم بگین | اسرائیل · لهستان · (محل تولد: روسیه) | برای پیمان کمپ دیوید که صلحی پایدار میان اسرائیل و مصر را به همراه داشت. | [ ۸۳ ] |
| ۱۹۷۹ | | مادر ترزا | هند · (محل تولد: اسکوپیه امپراتوری عثمانی، مقدونیه شمالی فعلی)                                                                                            | بنیانگذار جمعیت مبلغان خیریه. | [ ۸۴ ] |
| ۱۹۸۰ | | آدولفو اسکیبل | آرژانتین | فعال حقوق بشری، بنیان‌گذار سازمان‌های حقوق بشری نفی خشونت برای مبارزه با گروه‌های نظامی که بر کشورش (آرژانتین) حکومت می‌کردند. | [ ۵ ] |
| ۱۹۸۱ | | کمیساریای عالی سازمان ملل برای پناهندگان | سازمان ملل متحد | سازمان امدادی، بین‌المللی که در سال ۱۹۵۱ توسط سازمان ملل بنیان‌گذاری شده‌است. | [ ۸۵ ] |
| ۱۹۸۲ | | آلوا میردال | سوئد | برای کار خارق‌العاده‌شان در مذاکرات خلع سلاح سازمان ملل جاییکه هردو نقش حیاتی داشتند و تأیید بین‌المللی را به‌دست‌آورد. | [ ۸۶ ] [ ۸۷ ] |
| ۱۹۸۲ | | آلفونسو گارسیا روبلس | مکزیک | برای کار خارق‌العاده‌شان در مذاکرات خلع سلاح سازمان ملل جاییکه هردو نقش حیاتی داشتند و تأیید بین‌المللی را به‌دست‌آورد. | [ ۸۶ ] [ ۸۷ ] |
| ۱۹۸۳ | | لخ والسا | لهستان | کنشگر حقوق بشر و بنیان‌گذار اتحادیه همبستگی سولیدارنوشچ. | [ ۸۸ ] |
| ۱۹۸۴ | | دزموند توتو | آفریقای جنوبی | اسقف ژوهانسبورگ؛ دبیرکل سابق شورای کلیساهای آفریقای جنوبی. | [ ۸۹ ] |
| ۱۹۸۵ | | سازمان بین‌المللی پزشکان برای جلوگیری از جنگ هسته‌ای. | ایالات متحده آمریکا | برای اطلاعات معتبر و ایجاد آگاهی از پیامدهای فاجعه‌بار جنگ‌افزارهای هسته‌ای؛ کمیته بر این اعتقادبود که این جایزه به نوبه خود به افزایش فشار افکار عمومی برای مقابله با تکثیر سلاح‌های هسته‌ای و باز تعریف اولویت‌ها با توجه بیشتر به سلامت و دیگر مسائل بشری کمک می‌کند.                                                                                | [ ۹۰ ] |
| ۱۹۸۶ | | الی ویزل | ایالات متحده آمریکا | رئیس کمیسیون ریاست جمهوری در مورد هولوکاست. | [ ۹۱ ] |
| ۱۹۸۷ | | اسکار آریاس | کاستاریکا | به‌خاطر کارهایش برای صلح در آمریکای مرکزی؛ تلاش‌هایی که به امضای «معاهده گواتمالا» در ۷ اوت همان سال منجر شد. | [ ۹۲ ] |
| ۱۹۸۸ | | عملیات حفظ صلح سازمان ملل متحد | سازمان ملل متحد | برای تلاش‌هایشان که سهم مهمی در شناخته شدن یکی از اساسی‌ترین اصول سازمان ملل داشته‌است. | [ ۹۳ ] [ ۹۴ ] |
| ۱۹۸۹ | | دالایی لاما | تبت | در مبارزه‌اش برای آزادی تبت او مُصرانه در مقابل استفاده از خشونت ایستادگی کرده و در مقابل از راه حل‌های مبتنی بر رواداری و احترام متقابل به منظور حفظ میراث تاریخی و فرهنگی مردمش حمایت کرده‌است. | [ ۹۵ ] [ ۹۶ ] |
| ۱۹۹۰ | | میخائیل گورباچف | اتحاد جماهیر شوروی | دبیرکل حزب کمونیست اتحاد جماهیر شوروی و رئیس‌جمهور اتحاد جماهیر شوروی برای رهبری کردن رویه صلح آمیزی که امروزه نقش مهمی در جامعه بین‌الملل داشته‌است. | [ ۹۷ ] |
| ۱۹۹۱ | | آنگ سان سو چی[ج] | میانمار | به‌خاطر مبارزه غیر خشونت‌آمیزش جهت دموکراسی و حقوق بشر | [ ۹۸ ] |
| ۱۹۹۲ | | ریگوبرتا منچو | گواتمالا | به‌خاطر عملکردش در جهت بهبود عدالت اجتماعی و آشتی قومی فرهنگی بر اساس احترام به حقوق بومیان. | [ ۹۹ ] |
| ۱۹۹۳ | | نلسون ماندلا | آفریقای جنوبی | برای تلاششان در جهت نابودی صلح‌آمیز رژیم آپارتاید و برای بنیان‌گذاری نهادهایی برای یک آفریقای جنوبی دموکراتیک جدید. | [ ۱۰۰ ] |
| ۱۹۹۳ | | اف. دبلیو. کلرک | آفریقای جنوبی | برای تلاششان در جهت نابودی صلح‌آمیز رژیم آپارتاید و برای بنیان‌گذاری نهادهایی برای یک آفریقای جنوبی دموکراتیک جدید. | [ ۱۰۰ ] |
| ۱۹۹۴ | | یاسر عرفات | فلسطین | برای افتخار به یک حرکت سیاسی که در هر دو طرف یک شجاعت بزرگ نامیده شد و راه را برای فرصت‌های جدید پیشرفت به سمت برادری در خاورمیانه باز کرد. | [ ۱۰۱ ] |
| ۱۹۹۴ | | اسحاق رابین | اسرائیل | برای افتخار به یک حرکت سیاسی که در هر دو طرف یک شجاعت بزرگ نامیده شد و راه را برای فرصت‌های جدید پیشرفت به سمت برادری در خاورمیانه باز کرد. | [ ۱۰۱ ] |
| ۱۹۹۴ | | شیمون پرز | اسرائیل · (محل تولد: لهستان) | برای افتخار به یک حرکت سیاسی که در هر دو طرف یک شجاعت بزرگ نامیده شد و راه را برای فرصت‌های جدید پیشرفت به سمت برادری در خاورمیانه باز کرد. | [ ۱۰۱ ] |
| ۱۹۹۵ | | ژوزف روتبلات | انگلستان | به‌خاطر تلاش‌هایشان جهت کاهش نقش سلاحهای اتمی در سیاست بین‌الملل و نابودی چنین سلاح‌هایی در گام‌های بعدی. | [ ۱۰۲ ] |
| ۱۹۹۵ | | کنفرانس پاگواش در امور علمی و جهانی | کانادا | به‌خاطر تلاش‌هایشان جهت کاهش نقش سلاحهای اتمی در سیاست بین‌الملل و نابودی چنین سلاح‌هایی در گام‌های بعدی. | [ ۱۰۲ ] |
| ۱۹۹۶ | | کارلوس فیلیپه خیمه‌نز بلو | تیمور شرقی | به‌خاطر کارشان در راستای یک راه حل عادلانه و صلح‌آمیز برای درگیری‌ها در تیمور شرقی. | [ ۱۰۳ ] |
| ۱۹۹۶ | | خوزه راموس | تیمور شرقی | به‌خاطر کارشان در راستای یک راه حل عادلانه و صلح‌آمیز برای درگیری‌ها در تیمور شرقی. | [ ۱۰۳ ] |
| ۱۹۹۷ | | کارزار جهانی علیه مین‌های زمینی | سوئیس | به‌جهت تلاششان برای ممنوعیت و پاکسازی مین‌های ضدنفر. | [ ۱۰۴ ] |
| ۱۹۹۷ | | جودی ویلیامز | ایالات متحده آمریکا | به‌جهت تلاششان برای ممنوعیت و پاکسازی مین‌های ضدنفر. | [ ۱۰۴ ] |
| ۱۹۹۸ | | جان هیوم | ایرلند شمالی | به‌خاطر تلاش‌هایشان برای یافتن یک راه حل صلح‌آمیز در درگیری‌های ایرلند شمالی. | [ ۱۰۵ ] |
| ۱۹۹۸ | | دیوید تریمبل | ایرلند شمالی | به‌خاطر تلاش‌هایشان برای یافتن یک راه حل صلح‌آمیز در درگیری‌های ایرلند شمالی. | [ ۱۰۵ ] |
| ۱۹۹۹ | | پزشکان بدون مرز | فرانسه | برای به رسمیت شناختن کارهای پیشگامانه انسان‌دوستانه در چندین قاره. | [ ۱۰۶ ] |
| ۲۰۰۰ | | کیم دای جونگ | کره جنوبی | به‌خاطر کارهایش جهت اشاعه دموکراسی و حقوق بشر در کره جنوبی و شرق آسیا در راه صلح و آشتی با کرهٔ شمالی. | [ ۱۰۷ ] |
| ۲۰۰۱ | | سازمان ملل متحد | سازمان ملل متحد | به‌خاطر کارشان برای ساماندهی بهتر و صلح‌آمیزتر جهان. | [ ۱۰۸ ] |
| ۲۰۰۱ | | کوفی عنان | غنا | به‌خاطر کارشان برای ساماندهی بهتر و صلح‌آمیزتر جهان. | [ ۱۰۸ ] |
| ۲۰۰۲ | | جیمی کارتر | ایالات متحده آمریکا | به‌خاطر دهه‌ها تلاش خستگی ناپذیر برای یافتن راه‌حل‌های صلح‌آمیز در درگیری‌های بین‌المللی برای تقویت دموکراسی و حقوق بشر، ارتقا اقتصادی و پیشرفت اجتماعی. | [ ۱۰۹ ] |
| ۲۰۰۳ | | شیرین عبادی | ایران | تلاش برای ترویج مردم‌سالاری و رعایت حقوق بشر در ایران به‌ویژه در مورد حقوق زنان و کودکان. | [ ۱۱۰ ] |
| ۲۰۰۴ | | وانگاری ماتای | کنیا | برای مشارکتش جهت توسعهٔ پایدار، دموکراسی و صلح | [ ۱۱۱ ] |
| ۲۰۰۵ | | آژانس بین‌المللی انرژی اتمی | سازمان ملل متحد | برای تلاش‌هایشان در زمینهٔ جلوگیری از استفاده نظامی انرژی هسته‌ای و اطمینان از اینکه انرژی هسته‌ای برای مقاصد صلح‌آمیز در ایمن‌ترین حالت ممکن به‌کار گرفته شود. | [ ۱۱۲ ] |
| ۲۰۰۵ | | محمد البرادعی | مصر | برای تلاش‌هایشان در زمینهٔ جلوگیری از استفاده نظامی انرژی هسته‌ای و اطمینان از اینکه انرژی هسته‌ای برای مقاصد صلح‌آمیز در ایمن‌ترین حالت ممکن به‌کار گرفته شود. | [ ۱۱۲ ] |
| ۲۰۰۶ | | محمد یونس | بنگلادش | به‌دلیل پیشبرد فرصت‌های اقتصادی و اجتماعی برای فقرا به‌خصوص زنان از طریق پیشگامی در کارهای سرمایه‌گذاری خرد. | [ ۱۱۳ ] |
| ۲۰۰۶ | گرامین بانک | | بنگلادش | به‌دلیل پیشبرد فرصت‌های اقتصادی و اجتماعی برای فقرا به‌خصوص زنان از طریق پیشگامی در کارهای سرمایه‌گذاری خرد. | [ ۱۱۳ ] |
| ۲۰۰۷ | | ال گور | ایالات متحده آمریکا | به‌خاطر تلاش‌هایشان برای ساختن و منتشر کردن آگاهی بیشتر نسبت به تغییر اقلیمی ساخته دست انسان. همچنین بنیان‌گذاری نهادهایی که برای محاسبات لازم در جهت مقابله با این تغییرات مورد نیاز است. | [ ۱۱۴ ] |
| ۲۰۰۷ | | هیئت بین‌دولتی تغییر اقلیم | سازمان ملل متحد | به‌خاطر تلاش‌هایشان برای ساختن و منتشر کردن آگاهی بیشتر نسبت به تغییر اقلیمی ساخته دست انسان. همچنین بنیان‌گذاری نهادهایی که برای محاسبات لازم در جهت مقابله با این تغییرات مورد نیاز است. | [ ۱۱۴ ] |
| ۲۰۰۸ | | مارتی آهتیساری | فنلاند | برای سه دهه تلاش جهت برقراری صلح در جهان و حل مناقشات بین‌المللی. | |
| ۲۰۰۹ | | باراک اوباما | ایالات متحده آمریکا | برای «تلاش فوق‌العاده در تقویت دیپلماسی بین‌المللی و ترغیب به همکاری میان مردمان». | [ ۱۱۵ ] [ ۱۱۶ ] |
| ۲۰۱۰ | | لیو شیائوبو[چ] | چین | به دلیل مبارزه طولانی غیر خشونت‌آمیز برای حقوق اساسی بشر در چین. | [ ۱۱۷ ] |
| ۲۰۱۱ | | الن جانسون سیرلیف | لیبریا | برای مبارزه غیر خشونت‌آمیزشان جهت امنیت زنان و حق زنان برای مشارکت کامل در ایجاد صلح. | [ ۱۱۸ ] |
| ۲۰۱۱ | | لیما گبوی | لیبریا | برای مبارزه غیر خشونت‌آمیزشان جهت امنیت زنان و حق زنان برای مشارکت کامل در ایجاد صلح. | [ ۱۱۸ ] |
| ۲۰۱۱ | | توکل کرمان | یمن | برای مبارزه غیر خشونت‌آمیزشان جهت امنیت زنان و حق زنان برای مشارکت کامل در ایجاد صلح. | [ ۱۱۸ ] |
| ۲۰۱۲ | | اتحادیه اروپا | اتحادیه اروپا | به‌خاطر بیش از شش دهه مشارکت در پیشرفت صلح، همکاری دموکراسی و حقوق بشر در اروپا و به دلیل اقدامات مؤثر این اتحادیه در روند تغییر چهره اروپا از «قاره‌ای در حال جنگ» به «قاره‌ای در صلح». | [ ۱۱۹ ] [ ۱۲۰ ] |
| ۲۰۱۳ | | سازمان منع گسترش سلاح‌های شیمیایی | هلند | به‌خاطر تلاش‌های گسترده این سازمان برای از بین بردن جنگ‌افزارهای شیمیایی. | [ ۱۲۱ ] [ ۱۲۲ ] |
| ۲۰۱۴ | | ملاله یوسف زی | پاکستان | به‌خاطر مبارزه علیه سرکوب کودکان و جوانان و تلاش برای حق تحصیل تمامی کودکان. | [ ۱۲۳ ] |
| ۲۰۱۴ | | کایلاش ساتیارتی | هند | به‌خاطر مبارزه علیه سرکوب کودکان و جوانان و تلاش برای حق تحصیل تمامی کودکان. | [ ۱۲۳ ] |
| ۲۰۱۵ | | هیئت چهارگانه گفتگوی ملی تونس | تونس | به‌خاطر مشارکت تعیین‌کننده در ایجاد دموکراسی چند حزبی در تونس در هنگامه انقلاب یاسمن در سال ۲۰۱۱. | [ ۱۲۴ ] [ ۱۲۵ ] |
| ۲۰۱۶ | | خوان مانوئل سانتوس | کلمبیا | به‌دلیل تلاش برای پایان‌دادن به ۵ دهه جنگ با شورشیان فارک، جنگی چریکی که تاکنون دست‌کم ۲۲۰ هزار قربانی گرفته و باعث جابجایی اجباری حدود ۶ میلیون نفر از مردم کلمبیا شده‌است. | [ ۱۲۶ ] [ ۱۲۷ ] |
| ۲۰۱۷ | | کارزار بین‌المللی برای نابودی سلاح‌های هسته‌ای | سوئیس | به‌دلیل تلاش برای جلب توجه به نتایج وحشتناک هرگونه استفاده از سلاح‌های اتمی و تلاش‌های پیشگام در جهت رسیدن به یک توافق برای عدم استفاده از این سلاح‌ها. | [ ۱۲۸ ] |
| ۲۰۱۸ | | نادیا مراد | عراق | «به‌دلیل مبارزه‌شان برای پایان دادن به خشونت جنسی به عنوان سلاحی در جنگ و درگیری‌های نظامی» | [ ۱۲۹ ] |
| ۲۰۱۸ | | دنیس موک‌وگه | جمهوری دموکراتیک کنگو | «به‌دلیل مبارزه‌شان برای پایان دادن به خشونت جنسی به عنوان سلاحی در جنگ و درگیری‌های نظامی» | [ ۱۲۹ ] |
| ۲۰۱۹ | | آبی احمد | اتیوپی | به‌دلیل تلاش‌هایش در به‌دست آوردن صلح و همکاری بین‌المللی، و مشخصاً به‌خاطر ابتکار تعیین‌کننده‌اش در حل مناقشهٔ مرزی اتیوپی با کشور همسایه اریتره. | [ ۱۳۰ ] |
| ۲۰۲۰ | | برنامه جهانی غذا | سازمان ملل متحد | به‌دلیل تلاش برای مبارزه با گرسنگی، مشارکت در بهبود شرایط در مناطق جنگ‌زده و تلاش برای جلوگیری از استفاده از گرسنگی به عنوان سلاحی در جنگ و مناقشه. | [ ۱۳۱ ] |
| ۲۰۲۱ | | ماریا رسا | فیلیپین | «به خاطر تلاش‌های آن‌ها برای حفظ آزادی بیان، که پیش‌شرط دموکراسی و صلح پایدار است.» | [ ۱۳۲ ] |
| ۲۰۲۱ | | دمیتری موراتوف | روسیه | «به خاطر تلاش‌های آن‌ها برای حفظ آزادی بیان، که پیش‌شرط دموکراسی و صلح پایدار است.» | [ ۱۳۲ ] |
| ۲۰۲۲ | | آلس بیالیاتسکی | بلاروس | «برندگان جایزه صلح نوبل نمایندگان جامعه مدنی در وطن شان هستند. آن‌ها سال‌های طولانی حق انتقاد از قدرت‌های حاکم و محافظت از حقوق بنیادین شهروندان را تقویت کرده‌اند. آن‌ها برای مستند کردن جنایات جنگی، نقض موازین حقوق بشر و سوءاستفاده از قدرت تلاش‌های قابل توجهی انجام دادند. آن‌ها همگی با هم اهمیت جامعه مدنی برای صلح و دموکراسی را نشان می‌دهند.» | [ ۱۳۳ ] [ ۱۳۴ ] |
| ۲۰۲۲ | | مموریال | روسیه | «برندگان جایزه صلح نوبل نمایندگان جامعه مدنی در وطن شان هستند. آن‌ها سال‌های طولانی حق انتقاد از قدرت‌های حاکم و محافظت از حقوق بنیادین شهروندان را تقویت کرده‌اند. آن‌ها برای مستند کردن جنایات جنگی، نقض موازین حقوق بشر و سوءاستفاده از قدرت تلاش‌های قابل توجهی انجام دادند. آن‌ها همگی با هم اهمیت جامعه مدنی برای صلح و دموکراسی را نشان می‌دهند.» | [ ۱۳۳ ] [ ۱۳۴ ] |
| ۲۰۲۲ | | مرکز آزادی‌های مدنی | اوکراین | «برندگان جایزه صلح نوبل نمایندگان جامعه مدنی در وطن شان هستند. آن‌ها سال‌های طولانی حق انتقاد از قدرت‌های حاکم و محافظت از حقوق بنیادین شهروندان را تقویت کرده‌اند. آن‌ها برای مستند کردن جنایات جنگی، نقض موازین حقوق بشر و سوءاستفاده از قدرت تلاش‌های قابل توجهی انجام دادند. آن‌ها همگی با هم اهمیت جامعه مدنی برای صلح و دموکراسی را نشان می‌دهند.» | [ ۱۳۳ ] [ ۱۳۴ ] |
| ۲۰۲۳ | | نرگس محمدی | ایران | «به خاطر مبارزه در برابر ستم بر زنان در ایران و تلاش برای تقویت حقوق بشر و آزادی برای همه» | [ ۱۳۵ ] [ ۱۳۶ ] |
| ۲۰۲۴ | | کنفدراسیون سازمان‌های ژاپن برای آسیب‌دیده‌های بمب‌های اتمی و هیدروژنی                                                                                         | ژاپن | به‌خاطر فعالیت‌هایش علیه سلاح‌های هسته‌ای، در کمک به قربانیان و بازماندگان هیباکوشا؛ از بمباران اتمی هیروشیما و ناکازاکی در سال ۱۹۴۵. و به‌خاطر «تلاش‌هایش برای دستیابی به جهانی عاری از سلاح‌های هسته‌ای و استناد به شهادت شاهدان که هرگز نباید دوباره از سلاح‌های هسته‌ای استفاده کرد».                                                                  | [ ۱۳۷ ] [ ۱۳۸ ] |

## توضیحات
1. ↑  به همراه هر اسم، در صورت وجود، تصویری نیز از هر برنده جایزه نوبل ارائه شده‌است. برای دسترسی به تصاویر رسمی تهیه شده توسط بنیاد نوبل، به صفحات مربوط به هر برندهٔ جایزه نوبل در nobelprize.org مراجعه فرمائید.
2. ↑  اطلاعات ارائه شده در این ستون با استناد بر وب سایت رسمی بنیاد نوبل (nobelprize.org) نگاشته شده‌است و لزوماً بیانگر کشور زادگاه یا تابعیت شخص دریافت کتتده جایزه نیست.

## یادداشت
الف  برندگان زیر جوایز خود را یک سال دیرتر دریافت کردند، چرا که تصمیم کمیته بر این بود که در سالی که آن‌ها به‌عنوان برندهٔ جایزه فهرست شده‌بودند، هیچ‌یک از نامزدی‌ها دارای معیارهای مطابق با وصیت نوبل نبوده‌اند. بر پایهٔ قوانین، کمیته اهدای جوایز را تا سال بعد به تعویق انداخت، هرچند که جایزه دریافت شده توسط برندگان برابر با جایزه سال پیش بود.
الیو روت (۱۹۱۲)، توماس وودرو ویلسون (۱۹۱۹)، آستن چیمبرلن (۱۹۲۵)، چارلز گیتس دویز (۱۹۲۵)، فرانک بی. کلاگ (۱۹۲۹)، نورمن آنجل (۱۹۳۳)، کارل فون اوسیتزکی (۱۹۳۵)، کمیته بین‌المللی صلیب سرخ (۱۹۴۴)، آلبرت شوایتزر (۱۹۵۲)، کمیساریای عالی سازمان ملل متحد برای پناهندگان (۱۹۵۴)، آلبرت لوتولی (۱۹۶۰)، لینوس پاولینگ (۱۹۶۲)
ب  جایزهٔ کارل فون اوسیتزکی به‌صورت غیابی اهدا شد، چرا که گذرنامهٔ او توسط دولت آلمان مورد تأیید قرار نگرفت.
پ  جایزهٔ داگ همرشولد پس از مرگش به او اعطاء شد.
ت  له دوک تو جایزه را قبول نکرد.
ث  جایزهٔ آندره ساخاروف به‌صورت غیابی اهدا شد، چرا که گذرنامهٔ او توسط دولت اتحاد جماهیر شوروی رد شد.
ج  جایزهٔ آنگ سان سو چی به‌صورت غیابی اهدا شد، چرا که در آن زمان توسط دولت برمه به‌عنوان زندانی نگهداری می‌شد. در پی آزادی او از حصر خانگی و و انتخاب شدن پیتو لیتاو، سو چی پذیرفت که جایزهٔ خود را در ۱۶ ژوئن ۲۰۱۲ شخصاً دریافت کند.
چ  جایزهٔ لیو شیائوبو به‌صورت غیابی اهدا شد، چرا که در آن زمان او در چین زندانی بود.